# 古田足日
古田 足日（ふるた たるひ、男性、1927年〈昭和2年〉11月29日 - 2014年〈平成26年〉6月8日）は、日本の評論家、児童文学作家。本名同じ。
父は国文学者の古田拡、東京大学教授を務めた国文学者・古田東朔は兄。早稲田大学第一文学部露文科在学中、早大童話会にて鳥越信らと『少年文学宣言』を草案・発表。その後中退。児童文学の評論、創作など多様な活動を続けた。
1960年（昭和35年）『現代児童文学論』第9回日本児童文学者協会新人賞。1967年（昭和42年）『宿題ひきうけ株式会社』第7回日本児童文学者協会賞。

## 来歴

### 幼少期
愛媛県川之江町（現:四国中央市）にて、1927年（昭和2年）八人兄弟の三男として生まれる。兄弟は第二子が姉である以外、全員男。足日の命名は父で、「出雲国造神賀詞」より。
父の教えは「思った事は堂々と言え」で、毎月大量の書籍を購入しており、子どもたちのために「日本児童文庫」「小学生全集」「世界童話大系」を全巻そろえた。
1931年（昭和6年）には与謝野晶子夫妻が村を訪問。家に与謝野夫妻の色紙や短冊があったという。『赤い鳥』も購読したが、興味は薄かった。翌年には『サクラ読本』の見本誌を読み、編者の芦田恵之助に感想をのべると、芦田は後日この感想を著書に記している、1935年（昭和10年）、「いじめられっこの優等生」と称された小学生時代にカレル・チャペックや吉野源三郎の作品を読み、グリム童話やアンデルセン童話と異なる内容に衝撃を受ける。1937年（昭和12年）、10歳の時にはもう眼鏡をかけた。父が愛媛師範学校の教師となったことにより転居、翌年2学期の中頃まで道後湯之町に暮らす。

### 学生時代（中学・高等学校）
1940年（昭和15年）、愛媛県立三島中学校（旧制）に入学。同級生に喜井利明がいた。物心ついた頃はすでに軍事色が強く、軍国主義少年であることを違和感を覚えずに育ったが、中学の体育や軍事教練は嫌悪感を覚え、欠席していた。この頃より父との衝突が増える。太平洋戦争が勃発した1941年（昭和16年）夏、父が北京師範大学に転身赴任することとなったため、一家は東予市に転居し、足日は西条中学校に転校する。
兄が進んだ第一高等学校を1943年（昭和18年）に京都で受験するが不合格。勤労動員により住友金属鉱山下部鉄道で働く。翌年松山高等学校も受験するがこれも不合格。
1945年（昭和20年）6月、大阪外事専門学校ロシア語科に進む。同級生に西村芳重、先輩に二宮欣也、アラビア語科に足立光夫がいた。
敗戦確実の中、当初は枚方市の火薬工場で働いていたが、火薬の材料がないため、製塩命令が出て浜寺に移動した翌日、玉音放送で終戦を知る。自分でも戦争を続けるか切腹かで迷うなど、まだしばらく軍国主義だった。故郷愛媛で安い米を買い、大阪で高く売るかつぎ屋をつとめたが、人生でもっとも嫌な時期だったと語り、回願も少ない。

### 学生時代（大学）
1948年（昭和23年）9月に大阪外専を中退した後、1949年（昭和24年）に早稲田大学第一文学部ロシア文学科2年次に編入。同級生に内田莉莎子がいた。生活費がないことから通学せずにすぐ休学した。同年4月に、父の紹介により愛媛県宇摩郡金砂村立金砂中学校久保ヶ市分校の国語と歴史の代用教員となった。大阪外語の友人・西村芳重と共に赴任する。全校で32人（一年生8人、二年生16人、三年生8人）の小規模の小学校。夏、父・拡が視察をかねて分校を訪れ、作文の授業をする（1992年（平成4年）に教え子たちと再会するが、この仕事を紹介した父の授業の印象が強く、本人の印象は薄かったという）。1年教えた所で結核により翌1950年（昭和25年）3月に休職しそのまま退職した。このころ兄の友人が講談社の編集をしており、創作民話『ちきりが淵』を持ち込むと『少女クラブ』8月号に載り、人生で初めて原稿料をもらう。
早大には1951年（昭和26年）から通い始め、当初は大学公認サークルである現代文学研究会に入会する。だが部室が早大童話会と斜め向かいの位置関係にあり、童話会にも出入りするようになると、これまで大人向けの文学作品しか考えていなかったはずが、1年たつと童話会のほうに魅力を感じていった。童話会で神宮輝夫、鳥越信、山中恒らと知り合う。古田を加えた4人は交流が深く、以後「前述の4人」と記す。童話会機関誌『童苑』にも作品が掲載される。
在学中に『童苑』を1953年（昭和28年）6月4日発行の19号分から『少年文学』と改題。マニフェスト「少年文学の旗の下に!」の起草に参画。これは“少年文学宣言”と呼ばれ、当時の児童文学界に大きな議論を巻き起こした。これには前述の鳥越のほか、鈴木実も参加、以後鈴木とも交流を深める。その後「小さな仲間」に同人入りする砂田弘とも交流を深める。
1953年（昭和28年）9月に早大を中退。11月、童話会で出会った齊藤文惠と結婚。文惠による、中学・高校の非常勤講師の収入にたよりながら、宣言の内実を深めるために児童文学評論を書き始める。

### 結婚後
1954年（昭和29年）6月には前述の4人で団体「小さい仲間」を発足。なお童話会時代の輩出者で2009年（平成21年）以後も存命だったのは、この前述の4人だけである。
1955年（昭和30年）、日本児童文学者協会常任理事に就任。翌1956年（昭和31年）1月から1959年（昭和34年）まで、日本児童文学者協会事務局勤務。1956年（昭和31年）4月号から9月号まで、雑誌『日本児童文学』編集長を務める。
1960年（昭和35年）3月17日に娘・あかねが生まれた。6月には豊島区椎名町のアパートに移住したところ、2階に田畑精一・保坂純子夫婦が住んでおり、田畑精一と出会うきっかけにもなった。人形作家の保坂と文惠は女子大の同窓生で仲が良く、家族ぐるみで交流した。
1976年（昭和51年）から1980年（昭和55年）3月まで、山口女子大学に新設された文学部児童文化学科で教授を務めた。
1986年9月に腱鞘炎の手術を受けてからはワープロで執筆した。
2008年4月に発足した「子どもの本・九条の会」で代表団員を務めた。
2014年（平成26年）6月8日、心不全のため86歳で死去。死去の約3ヶ月前、1970年（昭和45年）に出版した『大きい1年生と小さな2年生』が文化庁委託の若手アニメーター育成プロジェクト「アニメミライ」内の作品としてアニメ化された。

### 没後
2020年、古田の直筆原稿や創作メモなど約500点が神奈川近代文学館に、蔵書約3万3000点が白梅学園に遺贈された。
古田足日研究プロジェクトが発足し、関係資料の整理と研究をおこなっている。2023年11月25日には、プロジェクトチームと神奈川近代文学館の共催で「古田足日シンポジウム　子どもの味方・子どもの見方―古田足日の仕事から考える」が開催された。白梅学園大学・短期大学図書館には「古田足日氏コーナー」が開設され、著作や関連書籍、寄贈された蔵書が展示されている。
2024年8月10日から9月29日、神奈川近代文学館にて企画展「没後10年　古田足日のぼうけん」が開催された。編集委員を佐藤宗子と宮川健郎が務め、初公開となった『おしいれのぼうけん』草稿など約300点が展示された。

## 人物
『おしいれのぼうけん』などの担当編集者だった酒井京子によると、古田は遅筆で知られ、悪筆でも有名だった。

## 創作

### 全集 古田足日 子どもの本
1993年11月25日に童心社より発行。作品名の後の情報は初出でなく、当書に記された底本情報から。続く名前は順に解説・挿絵画家・作品エッセイ・作品エッセイ二人目。また日常生活を舞台とした作品では、東久留米市のどの場所がモデルになったかの解説も掲載されている。
1. ロボット・カミイ（1970年・福音館書店）/れいぞうこロボット（1969年・盛光社）/くいしんぼうのロボット（1973年・小峰書店）/ロボット・ロボののぼりぼう（1982年・童心社）/ぽんこつロボット（1970年・岩崎書店） - 細谷建治、田畑精一、寺村輝夫
2. 大きい1年生と小さな2年生（1970年・偕成社）/まぬけな犬・クロ（1987年・日本標準）/ダンプえんちょうやっつけた（1978年・童心社）/さくらんぼクラブのおばけ大会（1974年・童心社） - 小松崎進、おぼまこと、あまんきみこ
3. モグラ原っぱのなかまたち（1988年・あかね書房）/夏子先生とゴイサギ・ボーイズ（1981年・金の星社）/犬散歩めんきょしょう（1988年・偕成社）/サクラ団地の夏まつり（1973年・中央公論社） - 亀村五郎、西巻茅子、山下明生
4. さくらんぼクラブにクロがきた（1984年・岩崎書店）/子犬がこわい一年生（1974年-1976年・学習研究社）/ねこねここねこおまえはどこだ（1980年・童心社） - 西田良子、遠藤てるよ、宮川ひろ
5. おしいれのぼうけん（1974年・童心社）/せかいいち大きなケーキ（1970年・小峰書店）/へび山のあいこ（1987年・童心社）/まちがいカレンダー（1989年・国土社） - 播磨俊子、綾茂恭子、神沢利子
6. 水の上のタケル（1984年・偕成社）/ミゲル孫右衛門のまほう（1967年・理論社）/月の上のガラスの町（1984年・偕成社） - 佐藤宗子、谷口広樹、佐藤さとる
7. 宿題ひきうけ株式会社（1979年・理論社）/忍術らくだい生（1977年・理論社） - 藤田のぼる、田島征三、今江祥智、鴻上尚史
8. ぼくらは機関車太陽号（1982年・岩崎書店）/ぼくらの教室フライパン（1981年・金の星社） - 鈴木実、和歌山静子、木暮正夫
9. 海賊島探検株式会社（1976年・偕成社）/山ぞくとりでの宝（1966年・学習研究社） - 那須正幹、太田大八、しかたしん
10. うずしお丸の少年たち（1978年・講談社） - はたたかし、滝平二郎、柚木象吉
11. 雲取谷の少年忍者（1986年・童心社）/戦国武士（1965年・学習研究社）/南十字星の少年（1965年-1966年・学習研究社） - 後藤竜二、梶山俊夫、長谷川潮
12. コロンブス物語（1990年・童心社）/豊臣秀吉物語（1991年・童心社） - 西山利佳、伊藤秀男、さねとうあきら
13. ぬすまれた町（1961年・理論社） - 宮川健郎、長谷川集平、小沢正、友田陽子

- 別巻 甲賀三郎・根の国の物語（1983年-1985年・日本児童文学者協会） - 石井直人、田畑精一、上野瞭

### その他
- モンゴル来たる 太平記物語（滝口康彦共著、学習研究社、1967年）
- 六さんと九官鳥 編（ポプラ社、1968年） - 日本ユーモア文学全集
- 保安官ワイアット・アープ（金の星社、1971年）
- 荒野の三兄弟（金の星社、1972年） - ウエスタン・ノベルズ
- インカ帝国のさいご（岩崎書店、1977年）
- 学校へいく道はまよい道（草土文化、1991年）
- だんち5階がぼくのうち（童心社、1992年）
- ともだちいっぱいぐみのきようちえん（福武書店、1993年）
- ぼくのたからもの（あかね書房、1993年）
- 月の上のつよがりロボット（あかね書房、1995年）
- さくらさひめの大しごと（童心社、2001年）
- ひみつのやくそく（ポプラ社、2002年）
- ブッとなる閣へひり大臣(童心社、1979年椋鳩十編「いたずらわんぱくものがたり」寄稿）

### 評論
- 現代児童文学論（くろしお出版、1959年9月）表紙・奥付には記載がないが、中扉に副題として「近代童話批判」とある。巻頭の「さよなら未明 -日本近代童話の本質-」という評論で、小川未明を批判。以後未明批判の先駆者として名を残す。
- 児童文学の思想（牧書店、1965年）
- 児童文学の旗（理論社、1970年）
- 父が語る太平洋戦争 1-3（来栖良夫・堀尾青史共編、童心社、1978年）
  - 空と海を血にそめて
  - どろだらけの戦線
  - 燃える日本列島
- 現代日本児童文学への視点（理論社、1981年4月）
- 子どもを見る目を問い直す 古田足日講演の記録（童心社、1987年10月）ISBN 4-494-02225-X
- 児童文化とは何か（久山社、1996年）
- 子どもと文化（久山社、1997年）
- わたしたちのアジア・太平洋戦争 1-3（米田佐代子・西山利佳共編、童心社、2004年）
- 日本児童文学を斬る（鳥越信・神戸光男鼎談、せせらぎ出版、2004年）
- 現代児童文学を問い続けて（くろしお出版、2011年11月）　ISBN 978-4-87424-536-1

## 実績

### 受賞
- 1960年 現代児童文学論 - 第9回児童文学者協会新人賞[2]
- 1967年 宿題ひきうけ株式会社 - 第7回日本児童文学者協会賞[5]
- 1981年 さくらんぼクラブにクロがきた - 第27回青少年読書感想文全国コンクール課題図書[27]
- 1994年 巖谷小波文芸賞[28]

### 選考委員
- 北川千代賞 （1969-1973年）[29]
- 講談社児童文学新人賞 （1969-1987年）[29]
- 学研児童文学賞フィクション部門（1970-1973年）[29]
- 創作絵本新人賞 （1974-1978年）
- 日本児童文学者協会賞 1974-1976年、1983-1985年、1989-1991年）
  - 同新人賞（1986-1988年）
- 須藤克三記念北の児童文学賞 （1985-終了期不明）
- 季刊児童文学批評 （1987-1989年）
- 野間児童文芸賞 （1988-終了期不明）

### 役職（自主発足・発足協力）
- 山形童話研究会→山形童話の会 （1953-終了期不明）
- 小さな仲間（前述 1954-1959年）
- 児童文学実験集団（前述 1958-1959年）
- 大阪国際児童文学館を育てる会 （1980-終了期不明）
- 古田足日児童文学塾 （1981-終了期不明）
- 児童文学批評の会 （1981-1983年）

### 役職（委任）
- 児童文学者協会 常任委員（1955-1959年）
- 日本児童文学 編集長（1956年4月号-9月号、1974年11月号-1977年2月号）
- 小学校教科書「国語」日本書籍 編集委員（1971-終了期不明）
- 月刊絵本 編集委員（1973-終了期不明）
- 山口親子劇場 代表委員（1976-終了期不明）
- 日中児童文学美術交流センター 副会長（1989-2002年）、顧問（2002-）
- 日本児童文学者協会 会長（1997-2001年）
- 東久留米九条の会 代表（任期不明）

### 教鞭
- 愛媛県金砂村立金砂中学校久保ヶ市分校 国語・歴史代用教員（1949-1950年）
- 東京教育専修学校  非常勤講師、学生部長代理（1961-1972年）
- 東京女子大学 非常勤講師（1971-1976年）
- 日本児童文学学校 ・児童文学評論研究会 講師（1975-少なくとも1993年まで担当）
- 山口女子大学 児童文学学科教授→1980年より非常勤講師（1976-1981年）
  - 同大付属幼稚園 園長（1979-1980年）
- 東京大学教育学部 非常勤講師（1982年）
- やまがた児童文学塾 （1990-少なくとも1993年まで担当）